# Tasley (Shropshire)
Pour les articles homonymes, voir Tasley.
Tasley est une paroisse civile et un village du Shropshire, en Angleterre.